# Домашове (Брянська область)
Домашове (рос. Домашово) — село в Брянському районі Брянської області Російської Федерації.
Населення становить 596 осіб. Входить до складу муніципального утворення Домашовське сільське поселення.

## Історія
Від 2005 року входить до складу муніципального утворення Домашовське сільське поселення.

## Населення
| 2010 | 2013 |
| ---- | ---- |
| 597  | ↘596 |